# Dragon's Lair Part II: Escape from Singe's Castle
Dragon's Lair Part II: Escape from Singe's Castle, anche intitolato solo Escape from Singe's Castle nelle schermate introduttive e noto come Dragon's Lair II, è un videogioco pubblicato nel 1987 per Amstrad CPC, Commodore 64 e ZX Spectrum da Software Projects. È il seguito di Dragon's Lair, versione per i computer a 8 bit del famoso arcade Dragon's Lair; non è una conversione del seguito dell'originale arcade, che è intitolato invece Dragon's Lair II: Time Warp, e non va confuso nemmeno con Dragon's Lair: Escape from Singe's Castle, che è la seconda parte in cui è stato diviso Dragon's Lair per i computer a 16 bit, sebbene alcune scene siano simili.

## Modalità di gioco
Il gioco è composto da 8 livelli con meccanica di gioco differente, ispirati a scene del Dragon's Lair originale arcade. Il giocatore controlla sempre il cavaliere Dirk in sequenze d'azione, con l'obiettivo finale di recuperare una pentola di monete d'oro nelle profondità del castello di Singe (il drago ucciso nel primo Dragon's Lair), pieno di trappole e mostri. In alcuni livelli (1, 3, 6) si agisce azionando brevemente i controlli giusti al momento giusto, come nel Dragon's Lair arcade, in altri Dirk si muove più liberamente. Qualsiasi errore causa la perdita di una delle vite.
I livelli sono i seguenti:
1. Fiume sotterraneo - Dirk segue il fiume remando su una barchetta e deve scegliere i punti giusti in cui passare tra le rocce e i mulinelli. Il fiume è composto da varie schermate in prospettiva, attraversate dal basso verso l'alto.
2. Corridoio dei massi rotolanti - Dirk, inquadrato frontalmente, corre in una stretta galleria tridimensionale a scorrimento evitando massi rotolanti e buche. Può cambiare velocità e saltare.
3. Sala del trono - una schermata fissa dove Dirk deve evitare trappole tra cui palle di fuoco e colpire con la spada una mano infuocata che cerca di afferrarlo.
4. Prigione sotterranea del Re Lucertola - un labirinto di stanze collegate da varie porte, dove si trova la pentola d'oro. Ci sono anche vari nemici tra cui lo stesso Re Lucertola.
5. Corridoio del cavallo magico - Dirk, inquadrato di spalle, cavalca una statua di cavallo volante e attraversa un corridoio tridimensionale a scorrimento, schivando ostacoli vari.
6. Prigione - una schermata fissa dove bisogna evitare fiammate e terribili creature.
7. Mosaico - una stanza con pavimento formato da mattonelle che appaiono e scompaiono; Dirk deve attraversarla passando da una mattonella all'altra senza cadere ed evitando un pipistrello.
8. Mostri di fango - Dirk attraversa un canyon con crateri ribollenti evitando anche i suddetti mostri.